# Reprezentacja Indii na Mistrzostwach Świata w Narciarstwie Klasycznym 2009
Reprezentacja Indii na Mistrzostwach Świata w Narciarstwie Klasycznym 2009 liczyła 3 sportowców. Najlepszym wynikiem było 96. miejsce (Bhuwneshwari Thakur) w sprincie kobiet.

## Medale

### Złote medale
Brak

### Srebrne medale
Brak

### Brązowe medale
Brak

## Wyniki

### Biegi narciarskie mężczyzn
Sprint
- Tashi Lundup – 114. miejsce (odpadł w kwalifikacjach)
- Angchok Dorji – 125. miejsce (odpadł w kwalifikacjach)

### Biegi narciarskie kobiet
Sprint
- Bhuwneshwari Thakur – 96. miejsce (odpadła w kwalifikacjach)